# Niraeus antennarius
Niraeus antennarius là một loài bọ cánh cứng trong họ Cerambycidae.